# Macari III
Mikhaïl Khristódulos Muskos (Ano Panaia, Pafos, Xipre, 1913 – Nicòsia, 1977), conegut com a Macari III en el seu càrrec eclesiàstic, fou un líder grecoxipriota, arquebisbe i primat de l'Església Ortodoxa de Xipre.
Era fill d'un pastor de cabres, el 1926 ingressà al monestir de Kykkos. Fou ordenat diaca el 1938, i fins al 1943 es va establir a Atenes per a estudiar teologia. El 1946 fou ordenat sacerdot. Completà els seus estudis a la Universitat de Boston d'on tornà el 1948 quan fou nomenat bisbe de Kition. El 1950 fou nomenat arquebisbe i primat de l'Església ortodoxa xipriota en substitució de Macari II i esdevingué el dirigent principal de la comunitat grecoxipriota.
Inicialment fou un dels promotors de l'enosi (unió política) amb Grècia. Defensor del dret d'autodeterminació dels xipriotes, demanà a la Gran Bretanya, que controlava l'illa des del 1878 i a les Nacions Unides, la celebració d'un plebiscit, però ambdues s'hi oposaren. Els britànics l'acusaren d'alenar els grups armats de Grivas i fou deportat a les illes Seychelles el 1956-1957.
Tornà a Xipre després de la independència (mercès els Acords de Zúric del 1959). El 1960 fou elegit president de la república, procedí a la revisió de la constitució. Entrà en conflicte amb la minoria turca, i provocà un greu conflicte entre Atenes i Ankara el 1963. S'allunyà gradualment del projecte de l'enosi, i topà amb els grups annexionistes, encapçalats pel general Geórgios Grivas. Escapà amb vida del cop d'estat dirigit per la dictadura atenesa (1974). Ocupat un 40% del territori xipriota per l'exèrcit turc (1974) i proclamada unilateralment la República Turca del Nord de Xipre (1975), governà la part grega de l'illa fins que morí.